# Botswana Defence Force XI FC
El Botswana Defence Force XI FC és un club botswanès de futbol de la ciutat de Gaborone. És l'equip de l'exèrcit de Botswana.

## Palmarès
- Lliga botswanesa de futbol: [1]
  - 1981, 1988, 1989, 1991, 1997, 2002, 2004

- Copa botswanesa de futbol: [2]
  - 1989, 1998, 2004